# Номерні знаки Литви

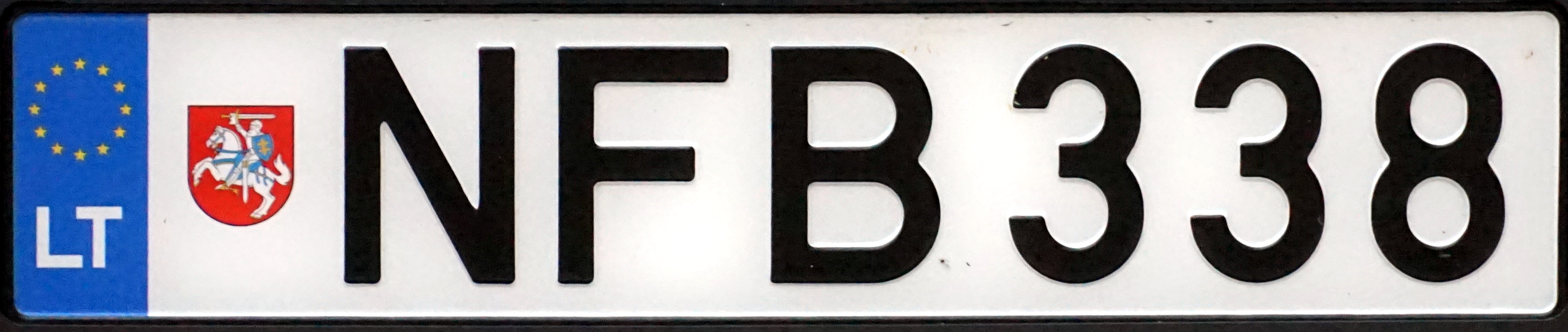
Чинний номерний знак зразка 2023 р.

Код Литви для міжнародного руху ТЗ — (LT).

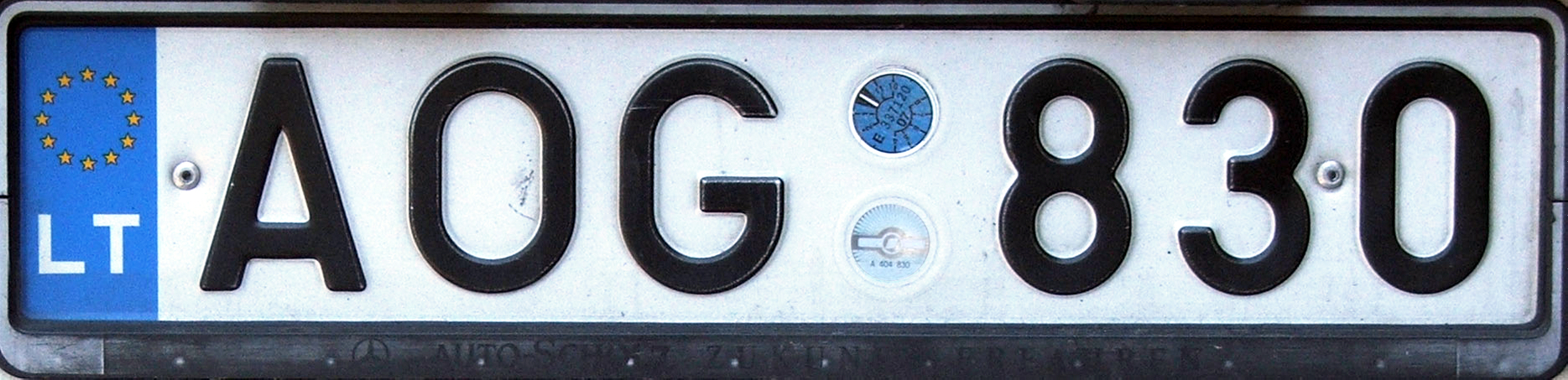
Номерний знак зразка 2004 р.

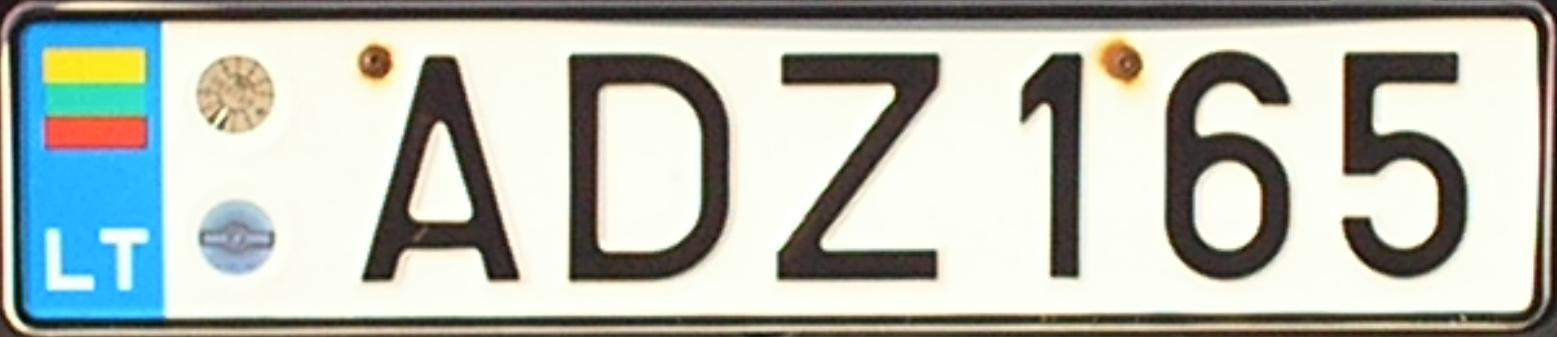
Номерний знак зразка 2003 р.

Стандартні номерні знаки Литви формату «АВС:123» було введено наприкінці вересня 1992 року (":" — означає розташування контрольних наліпок). Друга літера «В» означає код регіону реєстрації ТЗ. Номерні знаки, що мали в комплекті задній дворядковий номер починалися літерою «Z». У 2003 році регіональне кодування було скасовано, формат знаків змінено на «:АВС123».
У 2004 році зображення національної символіки (прапора) було замінено європейською символікою (коло з 12 золотих зірок), та повернуто попередній формат «АВС:123» без регіонального кодування. Номерні знаки, випущені з жовтня 2023 року, містять герб Литви між правою стороною смуги ЄС і номером (над смугою ЄС для дворядкових або вузьких номерних знаків).

## Регіональне кодування до 2003 року

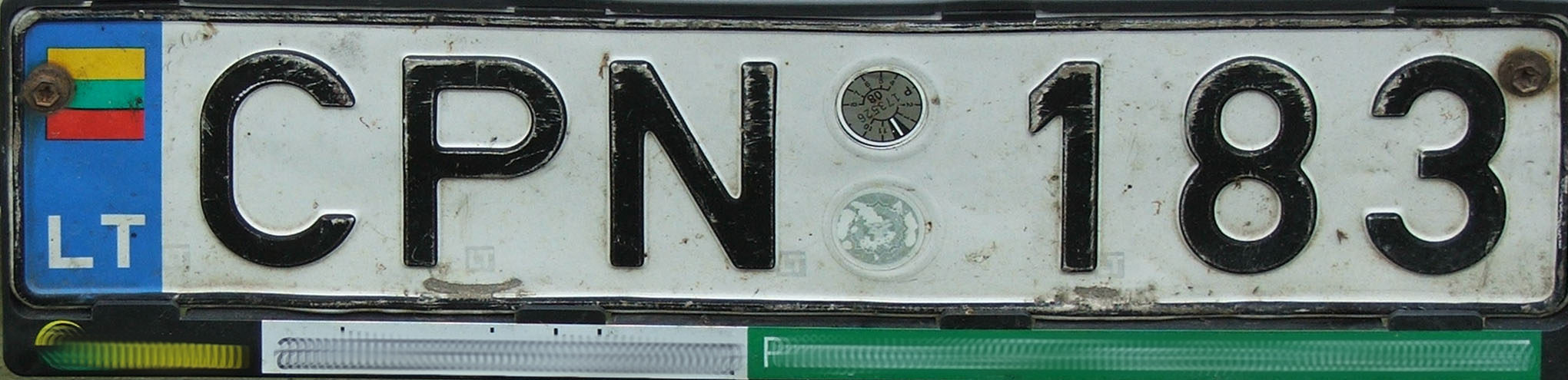
Номерний знак Паневежису зразка до 2003 р.

- A — Алітус
- J — Юрбаркас
- K — Каунас
- L — Клайпеда
- M — Маріямполе
- P — Паневежис
- R — Рокишкіс
- S — Шяуляй
- T — Тельшяй
- U — Утена
- V — Вільнюс

## Розміри номерних знаків
- 1 тип. 520×112 мм — Автомобілі, причепи, напівпричепи;
- 2 тип. 300×150 мм — Автомобілі, причепи, напівпричепи (якщо попередній тип не підходить);
- 3 тип. 230×150 мм — Мотоцикли;
- 4 тип. 145×120 мм — Мопеди та мотоцикли (якщо попередній тип не підходить).

## Індивідуальні номерні знаки
Індивідуальні номерні знаки видаються на замовлення власника ТЗ і містять комбінації літер та цифр на його вибір.

## Військові номерні знаки
Військові номерні знаки мають чорне тло, білий колір символів та формат :LK123A.
| :LK123В |

## Таксі

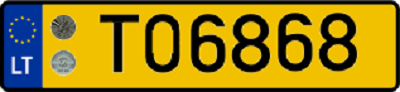
Таксі

Таксі мають номерні знаки жовтого кольору із чорними знаками формату «:Т12345».

## Позашляхові ТЗ
Сільськогосподарська техніка та квадроцикли отримали номерні знаки розміру типу 2 на білому тлі із зеленими знаками формату «Т123Т» в 2010 році.

## Дипломатичний транспорт

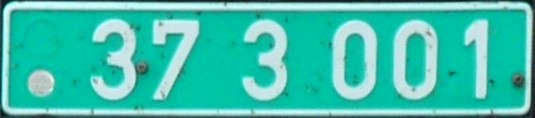
Дипломатичний транспорт

Дипломатичний транспорт має номерні знаки зеленого кольору з білими знаками формату «:12 3 456», де 12 — код країни, 3 — код типу дипломатичного персоналу, 456 — номер.

### Коди країн та міжнародних організацій
- 01 — Швеція
- 02 — Німеччина
- 03 — Франція
- 04 — Латвія
- 05 — Данія
- 06 — Канада
- 07 — Велика Британія
- 08 — Італія
- 09 — Норвегія
- 10 — Фінляндія
- 11 — Ватикан
- 12 — Туреччина
- 13 — Чехія
- 14 — США
- 15 — Китай
- 16 — Польща
- 17 — Польща (генеральне консульство в Вільюсі)
- 18 — Естонія
- 19 — РФ
- 20 — РФ (генеральне консульство в Клайпеді)
- 21 — Румунія
- 22 — Україна
- 23 — Білорусь
- 24 — Казахстан
- 25 — Грузія
- 26 — Японія
- 27 — Австрія
- 28 — Бельгія
- 29 — Голландія
- 30 — Угорщина
- 31 — Іспанія
- 32 — Суверенний військовий Орден Госпітальєрів Святого Івана Єрусалимського, лицарів Родосу і Мальти
- 33 — Греція
- 34 — Ірландія
- 35 — Португалія
- 36 — Молдова
- 37 — Азербайджан
- 38 — Болгарія
- 39 — Вірменія
- 80 — Бюро Ради Міністрів країн Північної Радив Литві
- 81 — Офіс Світового банку в Литві
- 82 — Європейський банк реконструкції та розвитку (представництво в Вільнюсі)
- 83 — Офіс Координації Всесвітньої організації охорони здоров'я у Литві
- 84 — Програма розвитку ООН
- 85 — Міжнародна організація з міграції (офіс в Вільнюсі)
- 86 — Представництво Європейської Комісії в Литві
- 87 — ООН
- 88 — Європейський інститут гендерної рівності

### Коди статусу персоналу
- 1 — транспорт Голови дипломатичного представництва;
- 2 — транспорт дипломатичного персоналу;
- 3 — приватний транспорт дипломатичного персоналу та членів їхніх сімей;
- 4 — приватний транспорт адміністративно-технічного персоналу та членів їхніх сімей.

## Експортовані або імпортовані ТЗ
Номерні знаки цього типу виготовляються із щільного картону та мають червоні знаки на білому тлі формату «12345ВВ».

## Номерні знаки торговельних організацій

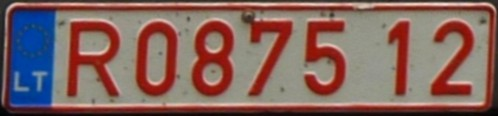
Номерний знак торговельної організації

Номерні знаки цього типу видаються торговельними організаціями для придбаних ТЗ і мають червоні знаки на білому тлі формату «Р1234 12».

## Номерні знаки перехідного типу
На початку 1990-х років видавалися номерні знаки останнього радянського формату за стандартом 1977 року. Як код регіону використовувалася комбінація LL.
| с1234LL |

| 1234LLA |